# Ha Yoon-kyung
Ha Yoon-kyung (tiếng Hàn: 하윤경; sinh ngày 20 tháng 10 năm 1992) là nữ diễn viên Hàn Quốc, được biết đến với vai diễn trong phim truyền hình Những bác sĩ tài hoa(2020–21) và Nữ luật sư kỳ lại Woo Young Woo (2022).

## Tiểu sử

### Giáo dục
- Đại học Nghệ thuật Quốc gia Hàn Quốc (한국예술종합학교 연극원), khoa Diễn xuất – Tốt nghiệp ngành Lịch sử Nghệ thuật

## Danh sách phim

### Phim
| Năm  | Nhan đề              | Vai diễn | Ghi chú                 | Ng.         |
| ---- | -------------------- | -------- | ----------------------- | ----------- |
| 2018 | Taklamakan           | Soo-eun  | Vai chính               | [ 1 ]       |
| 2021 | Go Back              | Ji-won   | Vai chính, phim độc lập | [ 2 ] [ 3 ] |
| 2022 | Gyeong-ah's Daughter | Yeonsu   | Vai chính, phim độc lập | [ 4 ]       |

### Phim truyền hình
| Năm       | Nhan đề                                             | Kênh   | Vai diễn        | Ghi chú                       | Ng.    |
| --------- | --------------------------------------------------- | ------ | --------------- | ----------------------------- | ------ |
| 2020–2021 | Những bác sĩ tài hoa                                | tVN    | Heo Sun-bin     | Vai phụ, mùa 1–2              | [ 5 ]  |
| 2021      | Tiền bối, đừng đánh màu son đó                      | JTBC   | Chae Yeon-seung | Vai phụ                       | [ 6 ]  |
| 2021      | Drama Special – The Effect of One Night on Farewell | KBS2   | Jung Yun-jeong  | Vai chính, one-act drama      | [ 7 ]  |
| 2022      | O'PENing – What are you do in the office, Share?    | tvN    | Da-in           | Mùa 5, tập 1–2; one act-drama | [ 8 ]  |
| 2022      | Nữ luật sư kỳ lạ Woo Young Woo                      | ENA    | Choi Soo-yeon   | Vai phụ                       | [ 9 ]  |
| 2023      | See You in My 19th Life                             | tvN    | Yoon Cho-won    | Vai chính                     | [ 10 ] |
| 2023      | Người thầy y đức 3                                  | SBS TV |                 | Cameo                         | [ 11 ] |

## Giải thưởng và đề cử
| Năm  | Lễ trao giải                 | Hạng mục                       | (Những) Người/Tác phẩm được đề cử | Kết quả   | Ng.    |
| ---- | ---------------------------- | ------------------------------ | --------------------------------- | --------- | ------ |
| 2022 | Bechdel Day                  | Bechdelians of the Year        | Gyeong-ah's Daughter              | Đoạt giải | [ 12 ] |
| 2022 | Busan Film Critics Awards    | Nữ diễn viên mới xuất sắc nhất | Gyeong-ah's Daughter              | Đoạt giải | [ 13 ] |
| 2022 | Women in Film Korea Festival | Người mới xuất sắc nhất        | Gyeong-ah's Daughter              | Đoạt giải | [ 14 ] |